# 조엘 매든
조엘 매든(Joel Madden, 1979년 3월 11일 ~ )은 미국의 음악가로, 굿 샬럿의 일원이다.